# غيرغو لوفرنتشيتش
غيرغو لوفرنشيتش (بالمجرية: Lovrencsics Gergő)‏ (مواليد 1 سبتمبر 1988) هو لاعب كرة قدم. يلعب مع منتخب المجر لكرة القدم. سبق له أن لعب في بطولة أمم أوروبا لكرة القدم 2016 مع منتخب بلاده.

## روابط خارجية
- غيرغو لوفرنتشيتش على موقع الاتحاد الدولي (مؤرشف)  (الإنجليزية)
- غيرغو لوفرنتشيتش على موقع الاتحاد الأوربي (الإنجليزية)
- غيرغو لوفرنتشيتش على موقع اتحاد المجر (الهنغارية)
- غيرغو لوفرنتشيتش على موقع قاعدة بيانات كرة القدم.إي يو (الإنجليزية)
- غيرغو لوفرنتشيتش على موقع ناشيونال فوتبول تيمز (الإنجليزية)
- غيرغو لوفرنتشيتش على موقع Soccerway.com (الإنجليزية)
- غيرغو لوفرنتشيتش على موقع عالم كرة القدم.نت (الإنجليزية)
- غيرغو لوفرنتشيتش على موقع AS.com (الإسبانية)